# Centaurea ptarmicifolia
Centaurea ptarmicifolia — вид квіткових рослин родини айстрових (Asteraceae). Ендемічна пн.-зх. Греції.

## Середовище
Населяє скелясті схили.

## Морфологічна характеристика
Це напівкущик 5–12 см заввишки. Листки в розетці, сіро-запушені, перисті, сегменти видовжено-лопатоподібні, стеблові листки сидячі, суцільні. Квіткові голови поодинокі. Обгортка велика, округло-яйцеподібна. Квіточки рожеві. Період цвітіння: літо.